# Kirtland (Ohio)
Kirtland is een plaats (city) in de Amerikaanse staat Ohio en valt bestuurlijk gezien onder Lake County.
In Kirtland bevindt zich het Holden Arboretum.

## Demografie
Bij de volkstelling in 2000 werd het aantal inwoners vastgesteld op 6670.
In 2006 is het aantal inwoners door het United States Census Bureau geschat op 7309, een stijging van 639 (9.6%).

## Geografie
Volgens het United States Census Bureau beslaat de plaats een oppervlakte van
43,3 km², waarvan 43,0 km² land en 0,3 km² water.

## Plaatsen in de nabije omgeving
De onderstaande figuur toont nabijgelegen plaatsen in een straal van 12 km rond Kirtland.